# Søndre Land
Søndre Land és un municipi situat al comtat d'Innlandet, Noruega. Té 5.758 habitants (2016) i té una superfície de 728 km². El centre administratiu del municipi és el poble de Hov.
El municipi limita al nord amb Nordre Land, a l'est amb Gjøvik i Vestre Toten, a l'oest amb Sør-Aurdal, i al sud amb Gran. També limita a l'oest amb el municipi de Ringerike, al comtat de Buskerud.
Søndre Land es troba al sud d'Oppland i a l'extrem nord del Randsfjord. La muntanya més alta és Skjellinghovde, amb una alçada de 856 metres. Els principals centres de població són Holmen i Hov.